# Begebungsvertrag
Unter Begebungsvertrag wird im Wertpapierrecht ein Vertrag zwischen dem Aussteller und dem ersten Inhaber eines Wertpapiers verstanden.

## Allgemeines
Bei der Ausstellung von Wertpapieren stellt sich die Frage, wie das in der Urkunde verbriefte Recht an einen anderen Wertpapierinhaber übertragen werden kann, damit dieser oder ihm nachfolgende rechtmäßige Inhaber später zur Geltendmachung des Urkundenrechts beim Aussteller befähigt werden können. Für die Entstehung eines verbrieften Vermögensrechts ist zunächst die Ausfertigung einer Urkunde notwendig. Diese Herstellung der Urkunde genügt jedoch nicht, um das verbriefte Vermögensrecht rechtlich entstehen zu lassen. Zur Begründung der Rechte aus der Urkunde ist vielmehr ein Begebungsvertrag erforderlich. Durch ihn wird das entstandene Vermögensrecht auf den Inhaber übertragen. Alleine durch die Schaffung der Urkunde durch den Aussteller entsteht das verbriefte Recht also nicht. Diese Thematik wird von drei Wertpapierrechtstheorien behandelt (Kreations-, Vertrags- und Rechtsscheintheorie), wobei sich die Rechtsscheintheorie als herrschende Meinung durchgesetzt hat. Nach der Rechtsscheintheorie bedarf es zur Entstehung einer Verbindlichkeit aus einem Inhaber- oder Orderpapier regelmäßig eines Begebungsvertrags. Neben der Ausstellung ist zur Begründung der wertpapiermäßigen Verpflichtung mithin auch ein Begebungsvertrag erforderlich.

## Zustandekommen
Der Begebungsvertrag wird nicht förmlich abgeschlossen, sondern kommt durch konkludentes Handeln, etwa Übergabe der Urkunde vom Aussteller an den ersten Inhaber, zustande. Ein Begebungsvertrag besteht dabei aus einer schuldrechtlichen und einer sachenrechtlichen Komponente. Die schuldrechtliche besagt, wie eine Verbindlichkeit in einem Wertpapier begründet wird, die sachenrechtliche, wie das Wertpapier vom Aussteller auf einen Inhaber übertragen wird. Der Begebungsvertrag umfasst mithin den Verpflichtungswillen des Ausstellers, gegen Vorlage der ausgestellten Urkunde die hierin verbrieften Leistungen erbringen zu wollen, und die bei der Übergabe an den ersten Inhaber notwendige dingliche Einigung nach § 929 BGB, damit der Inhaber die für die Geltendmachung der Vermögensrechte notwendige Eigentümerstellung erlangt.
Wenn sich der Aussteller willentlich seiner Urkunde durch Übergabe an einen Inhaber entäußert, kommt der Begebungsvertrag zustande. Erst durch Übergabe verschafft der Aussteller der Wertpapierurkunde eine Außenwirkung.

## Fehlender Begebungsvertrag
Ein Begebungsvertrag ist hingegen nicht zustande gekommen bei Dissens, erfolgreicher Anfechtung und Nichtigkeit. Das gilt auch, wenn das Wertpapier dem Aussteller gestohlen wurde, ihm verloren gegangen ist oder ohne seinen Willen in Verkehr gebracht wurde. Dann erwirbt allerdings der zweite Inhaber wirksam vom nichtberechtigten ersten Inhaber, wenn der zweite Nehmer das Bestehen eines Begebungsvertrages gutgläubig annimmt. Böser Glaube ist Kenntnis oder grob fahrlässige Unkenntnis vom Fehlen eines Begebungsvertrags. Dabei wird der fehlende Begebungsvertrag durch den Rechtsschein ersetzt. Analog gelten die Regeln der §§ 929 ff. BGB, also im Hinblick auf den gutgläubigen Erwerb vom Nichtberechtigten auch § 932 BGB. Eigentum erwirbt der Inhaber eines Inhaberpapiers durch Einigung und Übergabe, nach § 932 BGB auch vom Nichtberechtigten, nach §§ 935 Abs. 2, § 794 Abs. 1 BGB selbst dann, wenn das Papier gestohlen worden, verloren gegangen oder sonst wie abhandengekommen ist. Nach § 793 Abs. 1 Satz 2 BGB wird der Aussteller auch durch Zahlung sogar an den nichtberechtigten Inhaber frei.

## Wertpapierarten
Bei den Inhaberpapieren (Inhaberschuldverschreibung, Inhaberaktie) ist es der Aussteller, der konkludent einen Begebungsvertrag zustande kommen lässt. Bei den geborenen Orderpapieren Wechsel und Scheck ist das anders. Im Regelfall entsteht hierbei ein Begebungsvertrag, wenn der Wechselaussteller dem Bezogenen den Wechsel zum Akzept übergibt. Dann wird durch Unterschrift des Bezogenen seine Akzeptverpflichtung begründet, die Bestandteil des schuldrechtlichen Begebungsvertrages ist. Beim Wechsel kommt der Begebungsvertrag auch bereits bei der Hingabe eines Blankoakzepts durch den Bezogenen zustande, ohne dass der Aussteller unterzeichnet haben muss. Auch ein Blankoindossament beruht auf einem Begebungsvertrag. Erst das Indossament als Begebungsvermerk mit dem übereinstimmenden Willen von Indossatar und Indossant macht letzteren zum neuen Gläubiger eines Wechsels (Art. 11 WG). Dies ist auf alle indossablen Wertpapiere anwendbar. Übergibt der Aussteller den angenommenen Wechsel an einen Wechselnehmer, liegt auch hierin ein Begebungsvertrag.
Beim Scheck wird der Begebungsvertrag durch den Scheckaussteller ausgelöst, wenn er den Scheck an einen Schecknehmer übereignet. Wie in § 935 Abs. 2 BGB für Inhaberpapiere vorgesehen, lässt auch Art. 21 SchG den gutgläubigen Erwerb abhanden gekommener Schecks zu. Ein Abhandenkommen im Sinne des Art. 21 SchG liegt vor, wenn ein Scheck ohne rechtswirksamen Begebungsvertrag in fremde Hände gelangt ist. Zum Willen des Ausstellers gehört der Umstand, dass nur mittels eines Begebungsvertrags legitimierte Personen einen Scheck einreichen können. Nichtlegitimierte Einreicher erlangen den Besitz am Scheck ohne Begebungsvertrag und sind nicht verfügungsbefugt.

## Umlauf
Bei Inhaber- und Orderpapieren hat es der Aussteller nach Übergabe an den ersten Inhaber nicht mehr in der Hand, an wen das Wertpapier weiterübertragen wird. Einzige Ausnahme bildet hierbei die vinkulierte Namensaktie. Ansonsten kann jeder legitimierte Inhaber eines Wertpapiers durch Vorlage der Urkunde die im Wertpapier versprochene Leistung vom Aussteller verlangen (Ausnahmen: Scheck und Wechsel, hier ist der Bezogene zahlungspflichtig; Art. 28 Abs. 1 WG). Da es sich um Geldschulden handelt, hat der Aussteller die versprochene Leistung auf seine Gefahr und seine Kosten dem Gläubiger an dessen Wohn- oder Geschäftssitz zu erbringen (§ 270 Abs. 1 BGB). Diese Vorschrift über den Zahlungsort macht die Geldschuld jedoch nicht zu einer Bringschuld, sondern, weil der Leistungsort weiterhin beim Schuldner liegt, zu einer „qualifizierten Schickschuld“. Bei Schecks und Wechseln ist nach Art. 2 Abs. 3 SchG und Art. 2 Abs. 3 WG jeweils der Zahlungsort der Geschäftssitz des Bezogenen.

## Einwendungen des Ausstellers
Ein in Umlauf befindliches Wertpapier gewährt jedem legitimierten Inhaber das Recht, die im Papier verbrieften Vermögensrechte beim Aussteller auch geltend machen zu dürfen. Deshalb – und wegen des Schutzes der Verkehrsfähigkeit – stehen dem Aussteller bei der Inanspruchnahme durch den Inhaber auch nur wenige Einwendungen nach § 796 BGB zu:
- Dingliche Einwendungen: Wirksamkeit der Urkunde (mangelhafte Ausstellung, § 793 Abs. 2 BGB; Mängel aus der Urkunde), Einwand der nicht wirksamen Erklärung (Rechts- oder Geschäftsfähigkeit des Ausstellers, gefälschte Unterschrift, mangelndes Erklärungsbewusstsein, sonstige Nichtigkeit: Sittenwidrigkeit nach § 138 Abs. 1 BGB, Wucher nach § 138 Abs. 2 BGB, Einwand des mangelnden oder weggefallenen Begebungsvertrags);
- Persönliche Einwendungen: Einwand eines Gegenrechts wie Aufrechnung, nicht verbriefte Stundung, Zurückbehaltungsrecht, Arglisteinrede.

Die Unwirksamkeit der Urkunde darf der Aussteller dem zweiten und weiteren Inhaber nicht mehr entgegenhalten, wenn er die Urkunde rechtswirksam in Verkehr gebracht und somit den Rechtsschein einer wirksamen Urkunde verursacht hat. Diese Einwendungen entsprechen Art. 17 WG und Art. 22 SchG und geltend daher entsprechend für Wechsel und Scheck. Macht der Aussteller von Wertpapieren diese Einwendungen gegenüber dem Vorleger der Urkunde berechtigt geltend, so ist eine Leistungspflicht des Ausstellers dauernd ausgeschlossen.